# امشب خودم نیستم
«امشب خودم نیستم» تک‌آهنگی از هنرمند اهل ایالات متحده آمریکا کریستینا آگیلرا است که در ۶ آوریل ۲۰۱۰ منتشر شد. این تک‌آهنگ در آلبوم بایونیک (آلبوم کریستینا آگیلرا) قرار داشت.
این تک‌آهنگ در چارت ترانه‌های رقص آمریکا در رتبه اول و در چارت‌های کره جنوبی و لهستان جزو ده ترانه اول قرار گرفت.